# Władysław Krzaczkowski
Władysław Krzaczkowski (ur. 1836 w Samborze, zm. w grudniu 1906 we Lwowie) – polski urzędnik.

## Życiorys
Urodził się w 1836 we Samborze w rodzinie polskiej. Ukończył studia prawnicze. W 1857 wstąpił do służby w C. K. Namiestnictwie. Pracował we Lwowie, Stanisławowie, Stryju. Złoczowie, Kałuszu, Łańcucie. W 1879 pełnił funkcję zastępcy starosty powiatu kamioneckiego. Od 1880 sprawował stanowisko dyrektora C. K. Dyrekcji Policji we Lwowie do 1901, gdy został przeniesiony w stan spoczynku. W czasie służby otrzymał tytuł c. k. radcy dworu
Przed 1901 został odznaczony Krzyżem Kawalerskim Orderu Leopolda.
Zmarł pod koniec grudnia 1906 we Lwowie.